# 銀の龍の背に乗って
「銀の龍の背に乗って」（ぎんのりゅうのせにのって）は、2003年7月23日に発売された中島みゆきの38作目のシングル。

## 背景
前作「地上の星／ヘッドライト・テールライト」から3年ぶりのリリースで、タイトル曲は、フジテレビ系ドラマ『Dr.コトー診療所』の主題歌として制作された。また、映画『Dr.コトー診療所』の主題歌に使用され、シングル「俱に」の両A面として、2022年12月14日にリリースされた。

## 音楽性
『Dr.コトー診療所』の監督の中江功は打ち合わせで、主人公である五島健助（Dr.コトー）のことを「海を超えてやって来た、傷ついた非力なヒーロー」と説明し、これを聞いた中島は波頭が光って輝いている様と命の水の化身である「龍」とメスの色が銀色であることから 「銀の龍」と表現したという。

## ミュージックビデオ
PVは、北海道礼文島の澄海岬で撮影された。

## 記録
当時「地上の星」がロングヒットしていたため、2003年の週間シングルランキングでは両作ともに100位以内にランクインし、同年のシングル年間売り上げランキングでも両作とも50位以内にランクインした。ドラマがヒットしたこともあって本作は20万枚以上を売り上げた。

## 収録曲
| 全作詞・作曲: 中島みゆき、全編曲: 瀬尾一三。 |                                |            |            |      |
| #                                            | タイトル                       | 作詞       | 作曲・編曲 | 時間 |
| 1.                                           | 「銀の龍の背に乗って」         | 中島みゆき | 中島みゆき | 6:18 |
| 2.                                           | 「恋文」                       | 中島みゆき | 中島みゆき | 6:33 |
| 3.                                           | 「銀の龍の背に乗って」(TV MIX) | 中島みゆき | 中島みゆき | 6:18 |
| 4.                                           | 「恋文」(TV MIX)               | 中島みゆき | 中島みゆき | 6:29 |
| 合計時間:                                    | 合計時間:                      | 25:38      |            |      |

## メディアでの使用
| 曲名                   | タイアップ                                        | 出典  |
| ---------------------- | ------------------------------------------------- | ----- |
| 「銀の龍の背に乗って」 | フジテレビ系ドラマ『Dr.コトー診療所』主題歌       | [ 2 ] |
| 「銀の龍の背に乗って」 | フジテレビ系ドラマ『Dr.コトー診療所特別編』主題歌 | [ 6 ] |
| 「銀の龍の背に乗って」 | フジテレビ系ドラマ『Dr.コトー診療所2004』主題歌   | [ 7 ] |
| 「銀の龍の背に乗って」 | フジテレビ系ドラマ『Dr.コトー診療所2006』主題歌   | [ 8 ] |
| 「銀の龍の背に乗って」 | 劇場版『Dr.コトー診療所』主題歌                   | [ 4 ] |

## カバー
銀の龍の背に乗って
- 工藤静香 - 2008年 アルバム『MY PRECIOUS -Shizuka sings songs of Miyuki-』収録
- 佐藤聡美 - 2013年 アルバム『Twinkle Voice 〜声の贈り物〜』収録
- 槇原敬之 - 2014年 アルバム『Listen To The Music 3』収録
- 海蔵亮太 - 2019年 アルバム『Communication』収録
- 柴咲コウ - 2023年 アルバム『KO SHIBASAKI ACTOR'S THE BEST -Melodies of Screens-』収録
- 范瑋琪 - 2003年 アルバム『最初的夢想（中国語版）』収録 （国語カバー）

恋文
- 岩崎宏美（2003年、アルバム『Dear Friends II』収録）